# Bourbon Henrietta Mária angol királyné
Henrietta Mária (Párizs, Franciaország, 1609. november 25. – Colombes, Franciaország, 1669. szeptember 10.), Anglia, Skócia és Írország királynéja I. Károly királlyal 1625. június 13-án kötött házasságától, hitvese 1649. január 30-án történt kivégzéséig. Angliában hivatalosan Mária királynő néven ismerték (angolul: Queen Mary), ám mivel ő maga nem kedvelte ezt a megnevezést, így leveleit a „Henriette Marie R” néven írta alá (az „R” a latin regina, azaz királynő rövidítése).
Henrietta Máriát katolicizmusa népszerűtlenné tette Angliában, egyúttal meggátolta, hogy az anglikán egyház szokásai alapján megkoronázzák. Az angol polgárháború kitörésével ő maga is nagyobb szerepet vállalt az államügyek intézésében, majd 1644-ben, miután legfiatalabb leánya, Henrietta Anna megszületett, a polgárháború első szakaszának egy kiélezett pontján úgy döntött, gyermekeivel szülőhazájában, Franciaországban keres menedéket. Férje, I. Károly angol király 1649-es kivégzése mélyen érintette. Fia, II. Károly hatalomba való visszahelyezésével ő maga is visszatért Angliába, ám 1655-ben újra hazatért. Szülőhazájában hunyt el, 1669. szeptember 10-én, ötvenkilenc éves korában.

## Élete

### Származása
IV. Henrik francia király (1553–1610) és Medici Mária firenzei hercegnő (1575–1642) leánya. A párizsi Louvre-ban született.  Hatan voltak testvérek, de csak öten érték meg a felnőttkort.
- XIII. Lajos (Fontainebleau, 1601. szeptember 27. – Saint-Germain-en-Laye, 1643. május 14.), Franciaország és Navarra királya (1610-1643).
- Erzsébet  (1602. november 22. – 1644. október 6.), Bourbon Izabella néven IV. Fülöp spanyol király felesége, Spanyolország királynéja,
- Krisztina Mária (Párizs, 1606. február 10. – Torinó, 1663. december 27.), 1619-től I. Viktor Amadé savoyai herceg felesége.
- Miklós Henrik (1607. április 16. – 1611), Orléans hercege, gyermekkorban meghalt.
- Gaston (Fontainebleau, 1608. április 25. – Blois, 1660. február 2.), Orléans hercege, a Monsieur.
- Henrietta Mária (Párizs, 1609. november 15. – Colombes, 1669. szeptember 10.), 1625-től I. Károly angol király felesége.

### Házassága
15 éves korában hozzáadták I. Károly angol királyhoz. Viharos jeleneteket rendezett, amikor meghallotta, hogy férjét protestáns szertartás keretében fogják királlyá koronázni, és meg sem jelent az ünnepségen.

#### Gyermekei
Henrietta Máriának férjével való kapcsolatából összesen kilenc gyermeke született.
|    | Gyermeke                 | Született          | Elhunyt              | Megjegyzés |
| -- | ------------------------ | ------------------ | -------------------- | --- |
| 1. | Károly János herceg      | 1629. március 13.  | 1629. március 13.    | Cornwall hercege, halva született. |
| 2. | (II.) Károly herceg      | 1630. május 29.    | 1685. február 6.     | Wales hercege. Apja kivégzését, majd a Stuart-restaurációt követően foglalta el a trónt mint Anglia, Skócia és Írország királya 1660 és 1685 között. Feleségétől, Portugáliai Katalin királynétól nem születtek gyermekei, ám szeretőitől legalább tizenöt törvénytelen gyermeke is származott, köztük James Scott, Monmouth első hercege, későbbi trónkövetelő. |
| 3. | Mária Henrietta hercegnő | 1631. november 4.  | 1660. december 24.   | Angol Princess Royal (királyi hercegnő). 1641-ben, kilencéves korában házasították össze a későbbi stadhouderrel, II. Vilmos orániai herceggel, a Egyesült Tartományok későbbi kormányzójával. Egy gyermeke született, Vilmos, aki unokatestvérével, II. Mária angol királynővel kötött házassága révén, később szintén angol uralkodó lett.                     |
| 4. | (II.) Jakab herceg       | 1633. október 14.  | 1701. szeptember 16. | York hercege. Fivére törvényes örökös nélküli halálát követően került a trónra 1685-ben, majd politikája okán 1688-ban lemondatták és elűzték. Kétszer házasodott: előbb Lady Anne Hyde-al, majd Modenai Máriával. Tizenöt törvényes és hat házasságon kívüli gyermeke született.                                                                                |
| 5. | Erzsébet hercegnő        | 1635. december 28. | 1650. szeptember 8.  | Szülei második leánya. Hatéves korától tizennégy éves korában bekövetkezett haláláig az angol parlament fogja volt a polgárháború idején. |
| 6. | Anna hercegnő            | 1637. március 17.  | 1640. november 5.    | Kisgyermekként, hároméves korában hunyt el. |
| 7. | Katalin hercegnő         | 1639. január 29.   | 1639. január 29.     | Nem sokkal a szülést követően elhunyt. |
| 8. | Henrik herceg            | 1640. július 8.    | 1660. szeptember 18. | Gloucester hercege. Fivére, II. Károly a Cambridge grófja címet is neki adományozta. Húszéves korában, himlő következtében halt meg. Nem házasodott meg és nem születtek gyermekei. |
| 9. | Henrietta Anna hercegnő  | 1644. június 16.   | 1670. június 30.     | 1661-ben ment feleségül a nyíltan homoszexuális Fülöp orléans-i herceghez, XIV. Lajos francia király öccséhez. Három gyermeke született, a felnőttkort ugyanakkor csak két leánya élte meg. |

### Özvegységben
Férjét 1649-ben az angol parlament lefejeztette, mivel az uralkodó nem hajlandó a parlamenti tagokkal együttműködve kormányozni az országot. Henrietta Mária a kivégzés előtt gyermekeivel Franciaországba menekült. Anyagi nehézségekkel küzdve Oliver Cromwelltől kért segítséget, de az államfő (Lord Protector) visszautasította, azzal az indokkal, hogy igénye nem jogos, mivel nem koronázták meg.
Miután fiát, II. Károlyt visszahelyezték a hatalomba, Londonban élt. Franciaországban, a Párizs melletti Colombes kastélyban hunyt el 1669-ben. A francia királyi család tagjaként a Saint-Denis-székesegyházban temették el. Sírját a nagy francia forradalom idején a többi királysírhoz hasonlóan feltörték, kirabolták.